# Couvent Sainte-Claire de Perpignan
Pour les articles homonymes, voir Couvent Sainte-Claire.
Le couvent Sainte-Claire est un  ancien couvent de clarisses du XVIe siècle situé à Perpignan, dans les Pyrénées-Orientales. Transformé en prison à la Révolution française, il abrite depuis 2012 le Centre national de documentation des français d'Algérie.

## Description
Le couvent Sainte-Claire est situé au no 1 de la Rue du Général Derroja, dans le quartier La Réal. Il comprend une église, un cloître et des bâtiments conventuels.

## Histoire

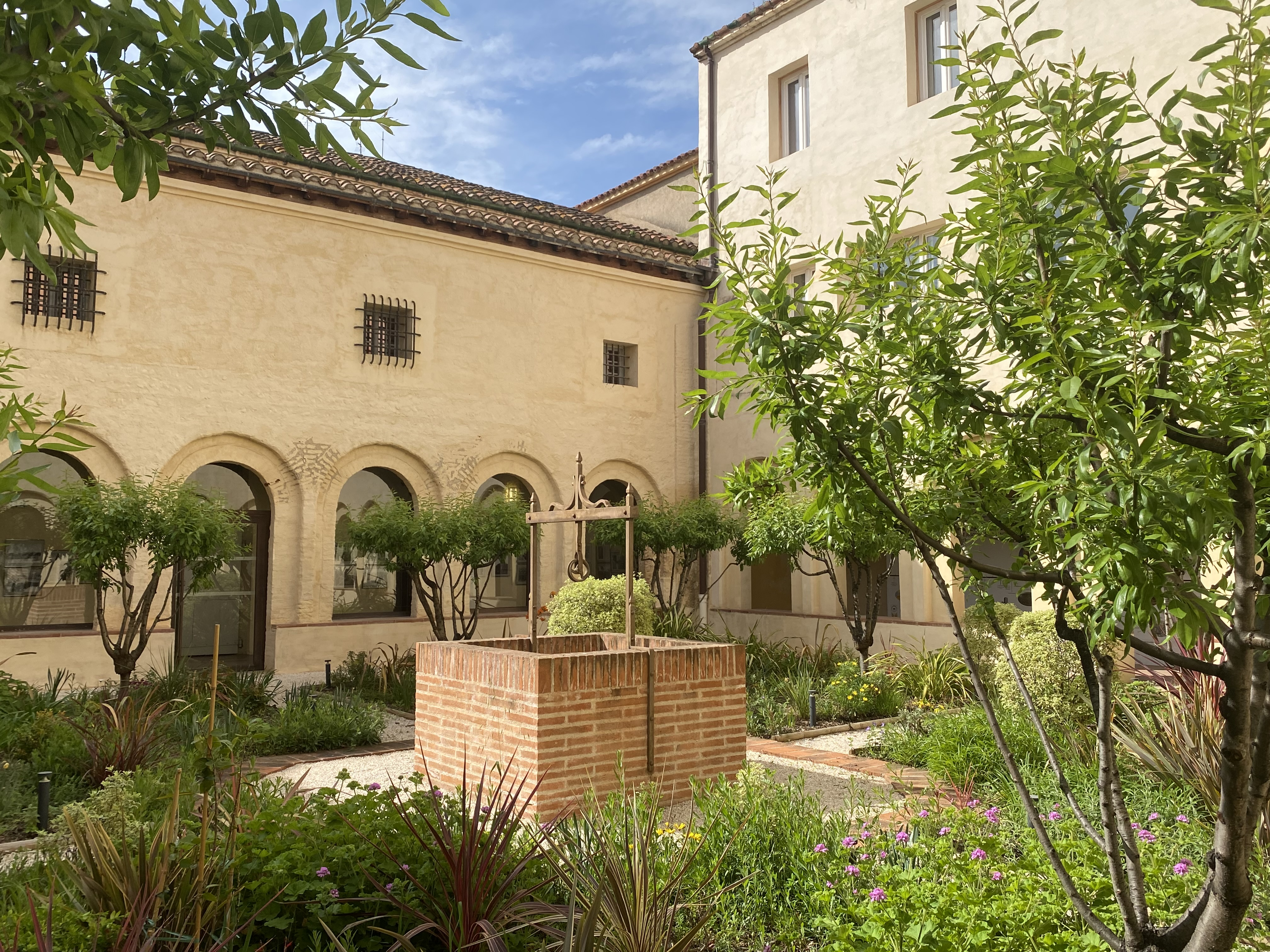
Vue du cloître

Déjà installées à Perpignan depuis le milieu du XIIIe siècle, les clarisses avaient alors un couvent situé en dehors des remparts de la ville. Lorsque l'armée de François Ier assiège Perpignan en 1542, celles-ci sont obligées d'abandonner leur couvent. Charles Quint promet alors d'en faire bâtir un nouveau, effectivement construit de 1548 à 1550. Elles y demeurent jusqu'à leur expulsion en 1792 durant la Révolution française. Le bâtiment est alors transformé en prison, fonction qu'il conserve jusqu'en 1989. Devenu propriété de la municipalité, le Centre national de documentation des français d'Algérie s'y installe et ouvre au public en 2012.

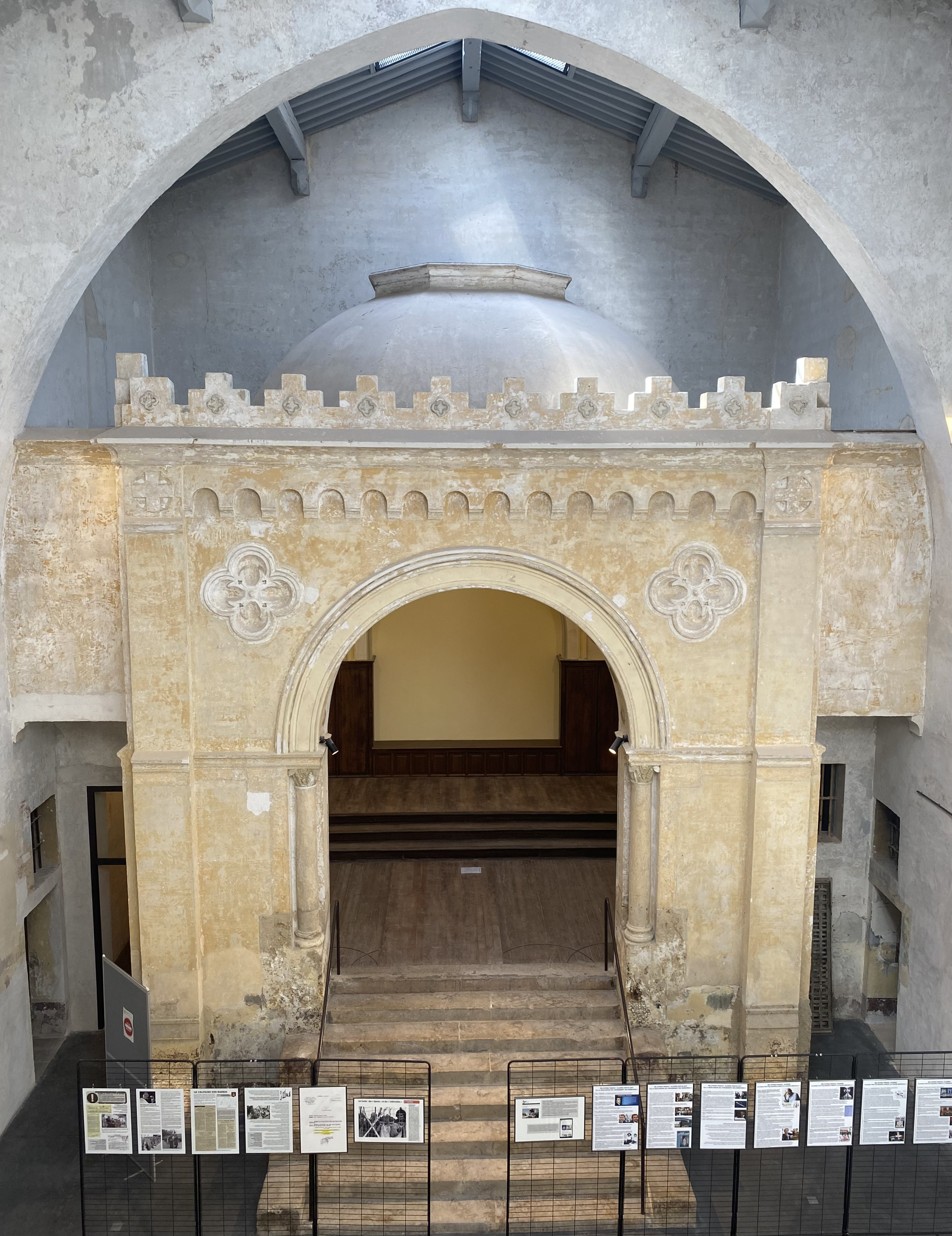
Chapelle du cloître

Le 10 mai 1988, l'église et le cloître sont classés aux Monuments historiques, et les toitures et les façades des bâtiments conventuels sont inscrits.
Anne-Marie Antigo y est inhumée.